# 四驅橋聖
《四驅橋聖》是香港亞洲電視製作的一部20集青春時裝電視劇，1991年8月首播。由陳澤成擔任監製，羅頌華、張錦程、袁潔儀、王艷娜、羅青浩等主演。
劇名原定為《橋聖放暑假》，挾着同年夏季的香港迷你四驅熱潮，首集結束前有一段關於1:32模型迷你四驅與1:1汽車鬥智比賽的情節，劇集改名為《四驅橋聖》，但其餘集數均與迷你四驅沒有關聯。

## 劇情簡介
鮑偉生(羅頌華飾)及湯偉文(張錦程飾)自幼在孤兒院長大，與舍監之女杜思麗(袁潔儀飾)感情甚好。畢業后，三人合作開辦了一間「包攪掂」公司，由於絕橋令人意想不到，卻非常有效而源源不絕，所以業務一日千里。 在工作中，生得悉自己乃大明星岑家輝(李青山飾)之私生子，而文則是富商程振東(夏春秋飾)之子，經過幾番波折，彼此相認，生、文終得回一個溫馨家庭。

## 演員表

### 主要演員
| 演員   | 角色   | 暱稱/關係 |
| 羅頌華 | 鮑偉生 | 花生、橋聖 追求鄰校校花Maggie 第1集登場                                                                                     |
| 袁潔儀 | 杜思麗 | 火腿思、Silly 杜堅松及杜梁少娟之女 第1集登場                                                                                |
| 張錦程 | 湯偉文 | 雞湯 第1集登場 |
| 羅青浩 | 王十三 | 3個半 以往為東東孤兒院院友 東東孤兒院受薪「家長」，前為大鴉洲越南船民羈留中心職員，因放走當中幾個越南難民而被辭退 第2集登場 |

### 其他演員
| 演員   | 角色     | 暱稱/關係                                         |
| 佘文炳 | 院長     | 東東孤兒院院長 第1集登場                          |
| 江圖   | 榮叔     | 東東孤兒院副院長 第1集登場                        |
| 鄧德光 | 何 Sir   | 第1集登場                                         |
| 熊德誠 | 杜堅松   | 堅叔 前東東孤兒院「家長」，後為舍監 第1集登場     |
| 潘冰嫦 | 杜梁少娟 | 第1集登場                                         |
| 夏春秋 | 程振東   | 東叔 東東孤兒院的資助者 鮑偉生之助養人 第2集登場  |
| 施明   | 李玉珠   | 程太、復活節 東東孤兒院的資助者 第1集登場         |
| 黃振輝 | 程國聰   | 大Mike 程振東及李玉珠之親兒子 第1集登場           |
| 黄狄文 | 大哥成   | 東東孤兒院院友 因父親入獄而須入住孤兒院 第1集登場 |
| 胡永耀 | 細路祥   | 東東孤兒院院友 第1集登場                          |
| 王艷娜 | 司徒潔貞 | Momoko 第五集起為鮑偉生之鄰居 第6集登場           |
| 李泳漢 | 司徒志良 | 良仔 第五集起為鮑偉生之鄰居 第6集登場             |
| 凌文海 | 司徒仁   | 第五集起為鮑偉生之鄰居 第5集登場                  |
| 馮真   | 司徒太太 | 第五集起為鮑偉生之鄰居 第5集登場                  |
| 范永華 | 阿陳     | 第8集登場                                         |
| 李青山 | 岑家輝   |                                                   |
| 吳曼麗 | Anita    |                                                   |
| 陳迪華 | 曾嘉玲   |                                                   |
| 苑瓊丹 | 朱劉美寶 |                                                   |
| 何健威 |          | 東東孤兒院小孩 第1集登場                          |
| 陳子豪 |          | 東東孤兒院小孩 第1集登場                          |

## 取景
- 大埔三育中學
- 屯門仁愛堂
- 啟祥臨時房屋區

## 重播
2022年7月起，亞視將本劇上載至旗下官方YouTube頻道內，並可免費觀賞。

## 外部連結
- 台灣WIKI-四驅橋聖[]